# Spyker C8
La C8 est une gamme de supercars produite par le constructeur automobile néerlandais Spyker Cars depuis 2001. Elle représente le modèle principal du constructeur. Elle est une concurrente des Lamborghini Gallardo ou Ferrari F430.

## Caractéristiques

### C8 Double 12-S

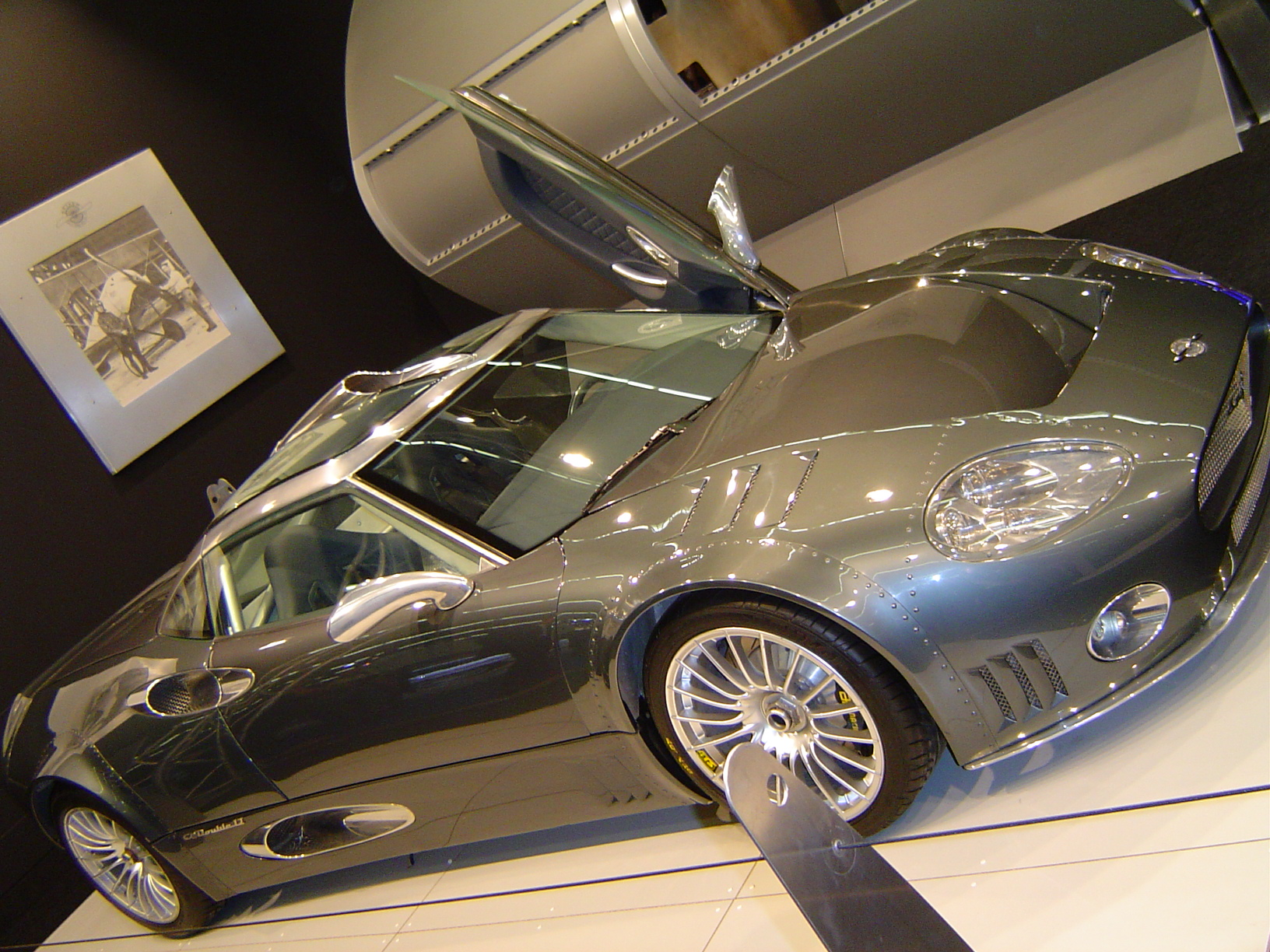
La Spyker C8 Double 12-S

La C8 Double 12-S est équipée d'un V8 4,0 L Audi équipant la nouvelle Audi S8 4.0 FSI Quattro Tiptronic. Ici, le moteur ne développe pas les 520 ch de l'allemande mais 620 ch grâce à de meilleurs turbos. Ceci lui permet d'atteindre une vitesse maximale de 345 km/h et de passer de 0 à 100 km/h en 3,6 s.

### C8 Aileron
La C8 Aileron est la version restylée de la C8 présentée en 2011. Elle est équipée d'un V8 4,2 L Audi équipant l'Audi R8. Le moteur développe 405 ch. Ceci lui permet d'atteindre une vitesse maximale de 300 km/h et de passer de 0 à 100 km/h en 4,5 s.

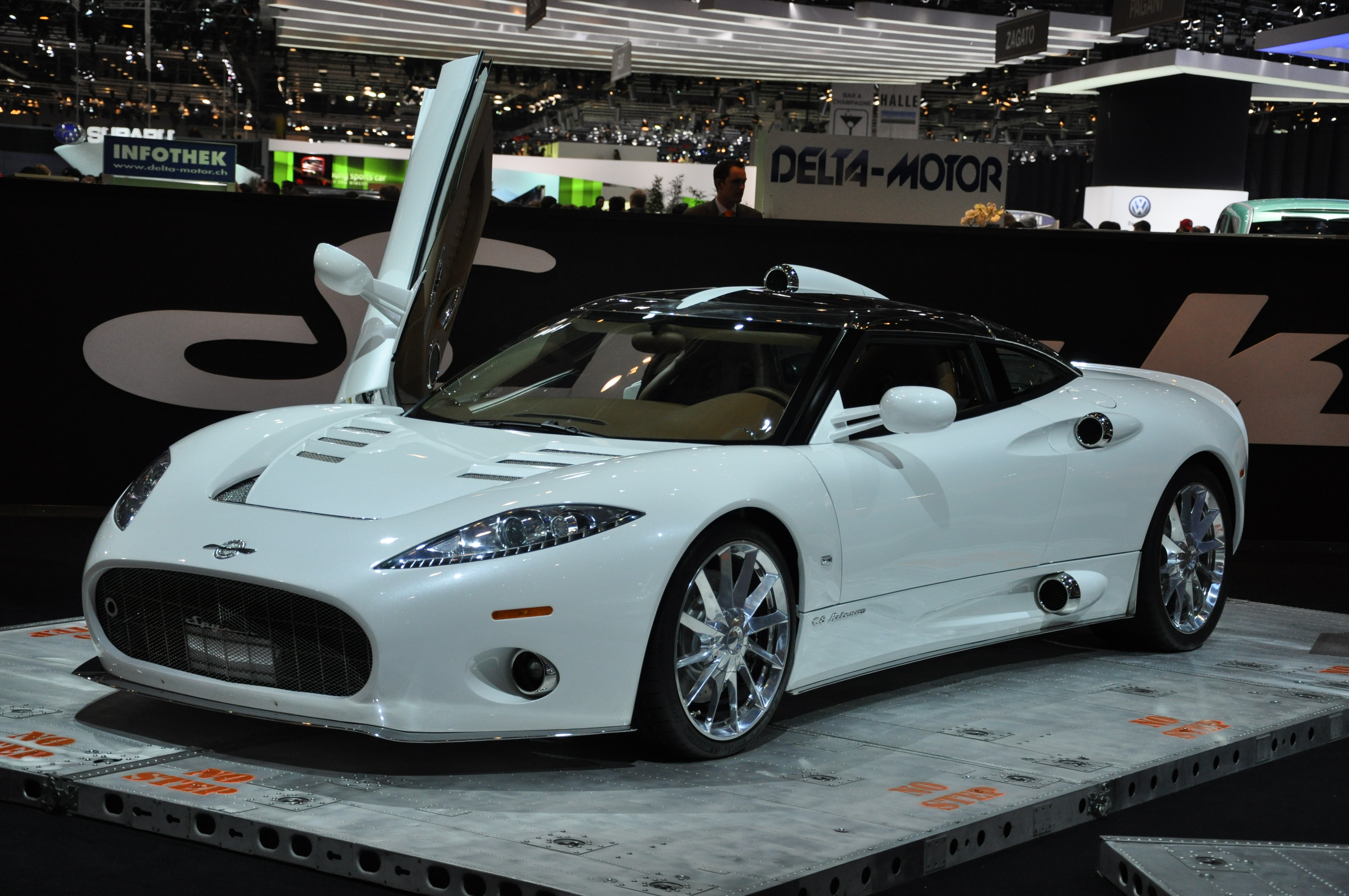
Spyker C8 Aileron
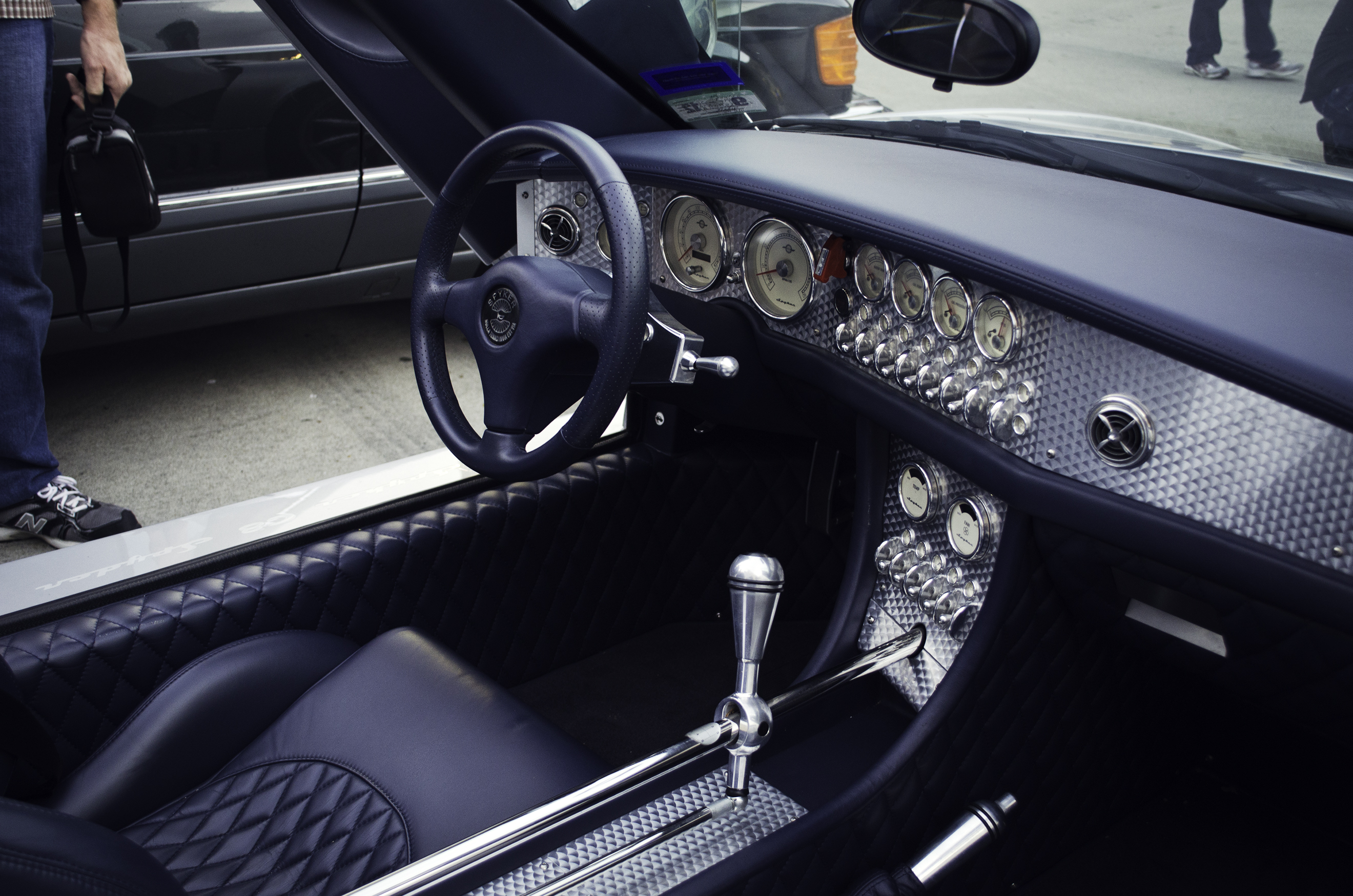
L'intérieur de la Spyker C8 Aileron
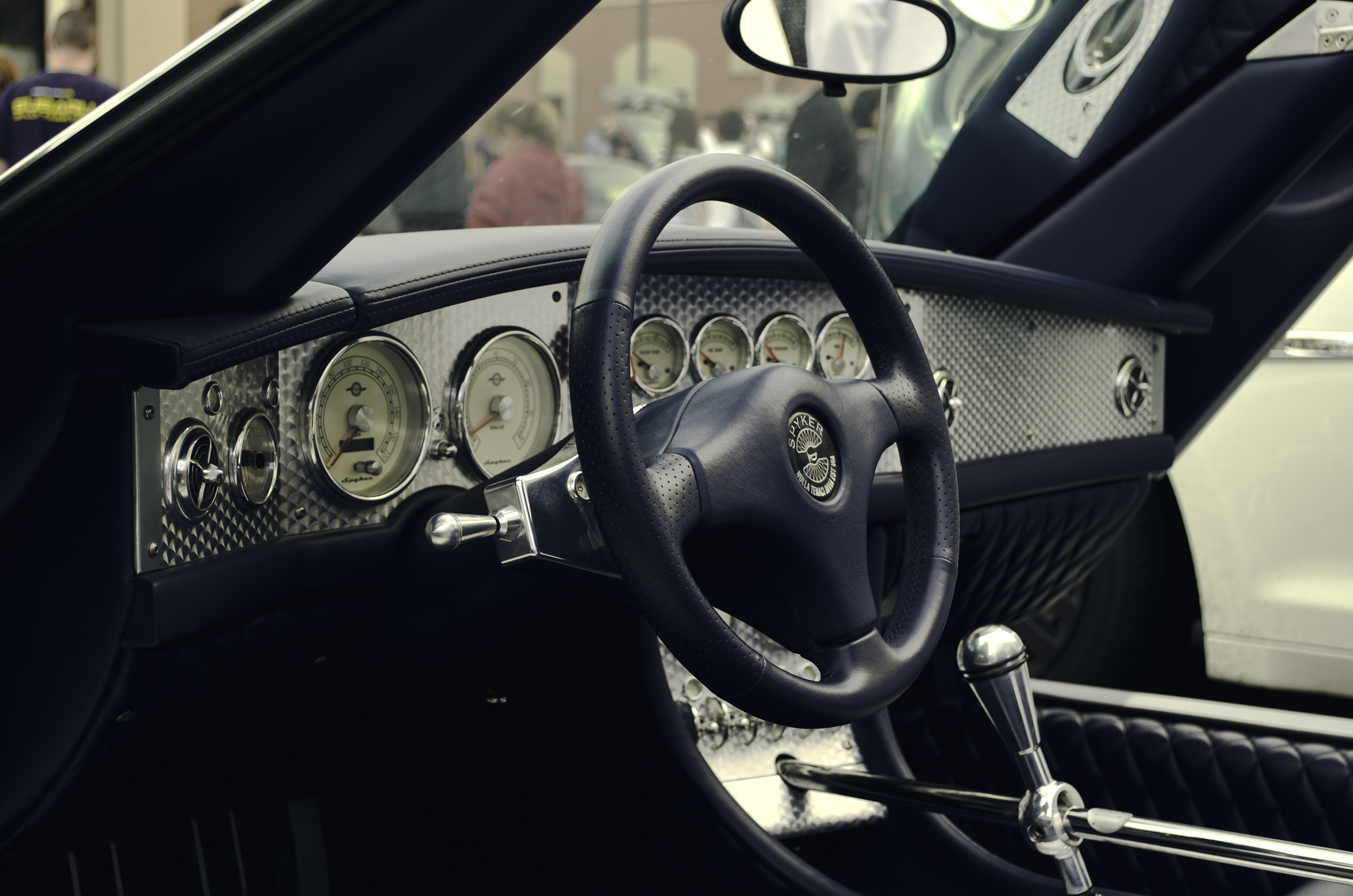
L'intérieur de la Spyker C8 Aileron
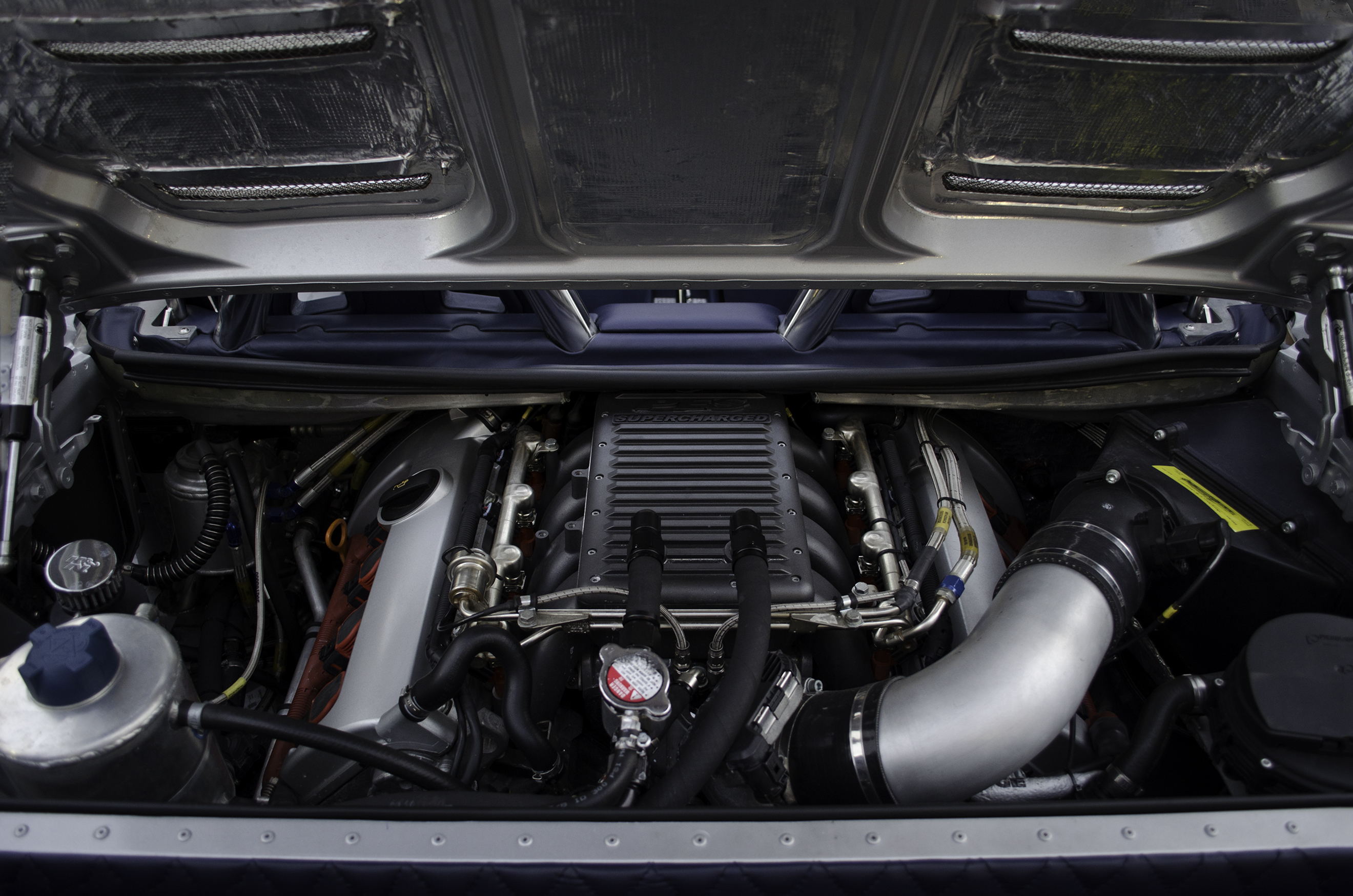
Le moteur de la Spyker C8 Aileron
- Le son de la Spyker C8 Aileron enregistré à Goodwood

### C8 Aileron Spyder
La C8 Aileron Spyder est la version spyder de la C8 Aileron. Elle est équipée d'un V8 4,2 L Audi équipant l'Audi R8. Le moteur développe 395 ch. Ceci lui permet d'atteindre une vitesse maximale de 300 km/h et de passer de 0 à 100 km/h en 4,4 s.

### C8 Spyder
La C8 Spyder est le modèle qui représente la renaissance de la marque hollandaise après près d'un siècle de silence. Elle est équipée d'un V8 4,2 L Audi équipant l'ancienne Audi RS6. Le moteur développe 400 ch. Ceci lui permet d'atteindre une vitesse maximale de 300 km/h et de passer de 0 à 100 km/h en 4,5 s.

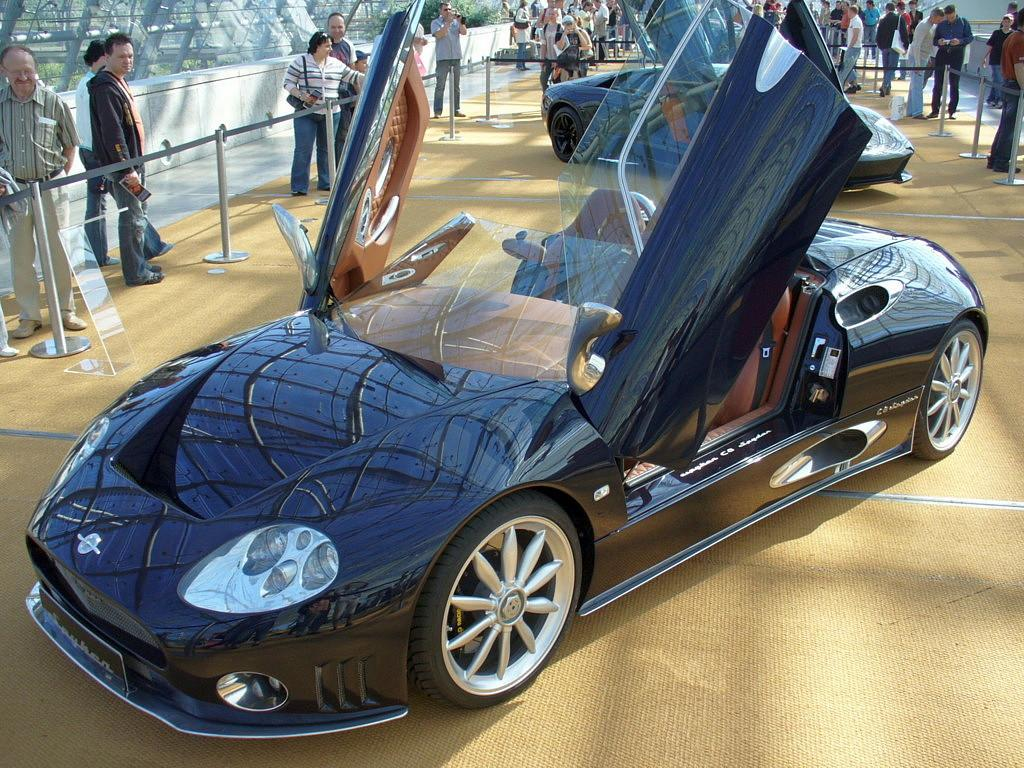
Vue de devant de la Spyker C8
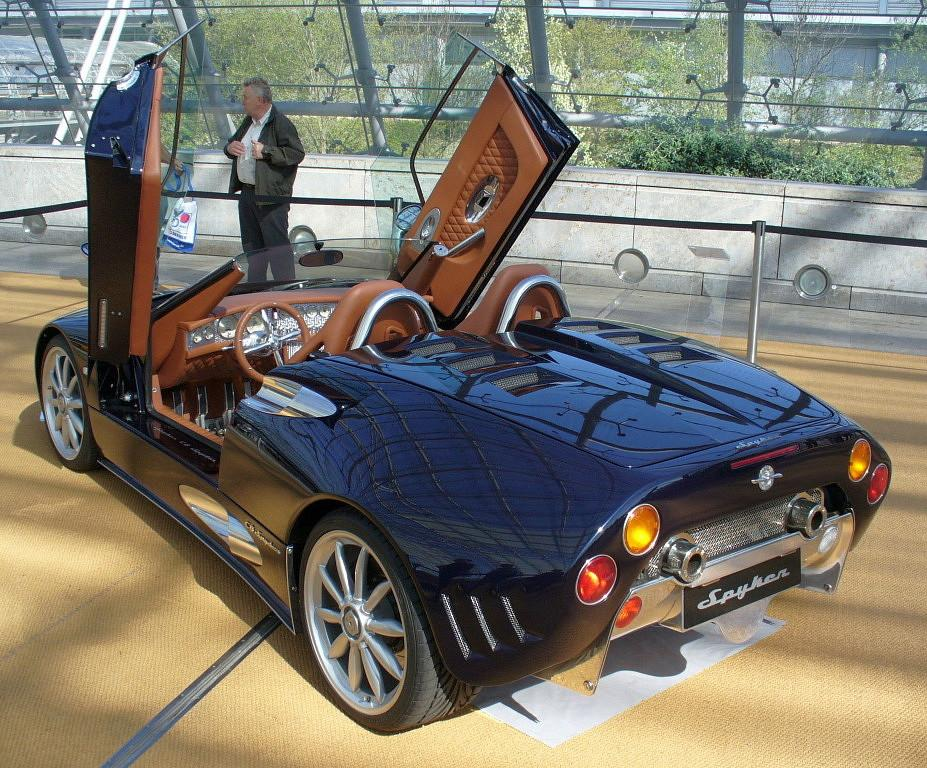
Vue de l'arrière de la Spyker C8
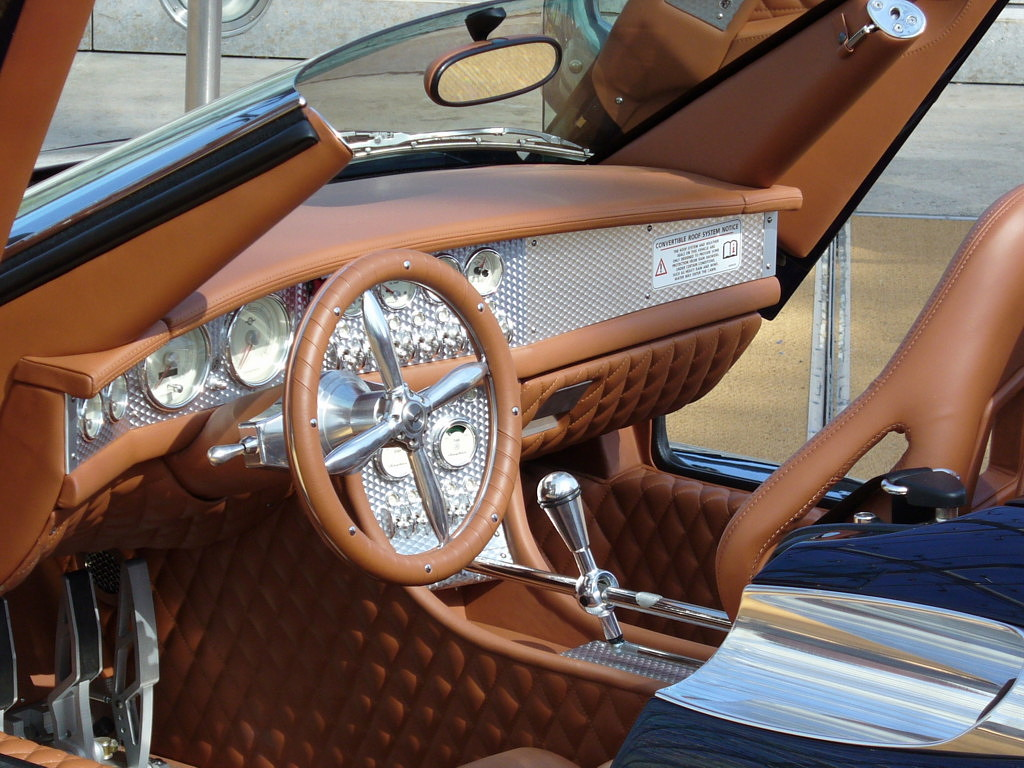
L'intérieur de la Spyker C8

### C8 Laviolette SWB
La C8 Laviolette SWB est la version à empattement court de la C8 Laviolette. Elle est équipée d'un V8 4,2 L Audi équipant l'ancienne Audi RS6. Le moteur développe 406 ch. Ceci lui permet d'atteindre une vitesse maximale de 300 km/h et de passer de 0 à 100 km/h en 4,4 s.

### C8 Spyder T
La C8 Spyder T est la version sportive de la C8 Spyder. Elle est équipée d'un V8 4,2 L Audi équipant l'ancienne Audi RS6. Le moteur développe 532 ch. Ceci lui permet d'atteindre une vitesse maximale de 323 km/h et de passer de 0 à 100 km/h en 3,9 s.

### C8 Laviolette Basic Instinct 2
La C8 Laviolette Basic Instinct 2 est une édition limitée à 25 exemplaires pour commémorer l'apparition de la voiture dans le film Basic Instinct 2. Elle est équipée d'un V8 4,2 L Audi équipant l'ancienne Audi RS6. Le moteur développe 406 ch. Ceci lui permet d'atteindre une vitesse maximale de 300 km/h et de passer de 0 à 100 km/h en 4,4 s.

### C8 Spyder SWB
La C8 Spyder SWB est la version à empattement court de la C8 Spyder. Elle est équipée d'un V8 4,2 L Audi équipant l'ancienne Audi RS6. Le moteur développe 400 ch. Ceci lui permet d'atteindre une vitesse maximale de 300 km/h et de passer de 0 à 100 km/h en 4,5 s.

### C8 Laviolette LM85
La C8 Laviolette LM85 est une édition limitée à 24 exemplaires en hommage à la voiture no 85 engagée aux 24 Heures du Mans depuis 2002. Elle est équipée d'un V8 4,2 L Audi équipant l'Audi RS6 C5 . Le moteur développe 400 ch. Ceci lui permet d'atteindre une vitesse maximale de 300 km/h et de passer de 0 à 100 km/h en 4,5 s.

### C8 Laviolette
La C8 Laviolette est la version coupé de la C8 Spyder. Elle est équipée d'un V8 4,2 L Audi équipant l'ancienne Audi A8. Le moteur développe 450 ch. Ceci lui permet d'atteindre une vitesse maximale de 308 km/h et de passer de 0 à 100 km/h en 4,1 s.

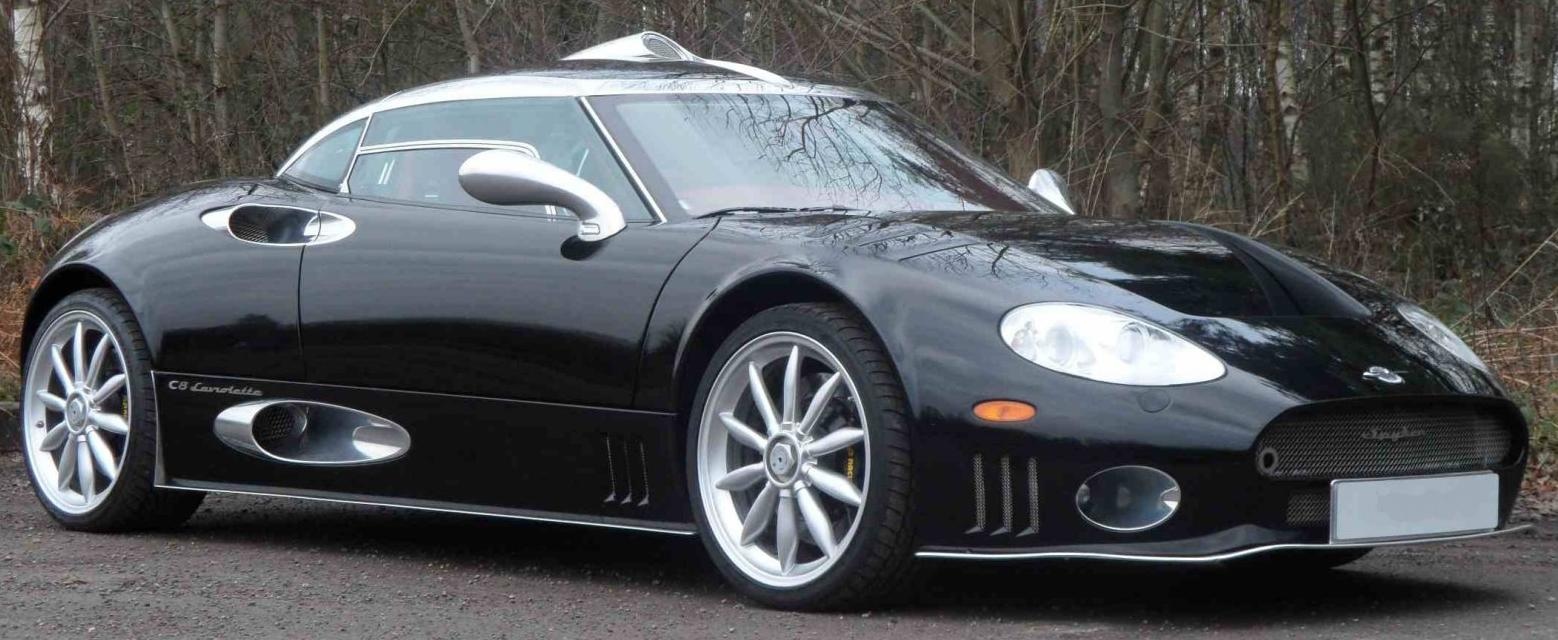
Vue de devant de la Spyker C8 Laviolette
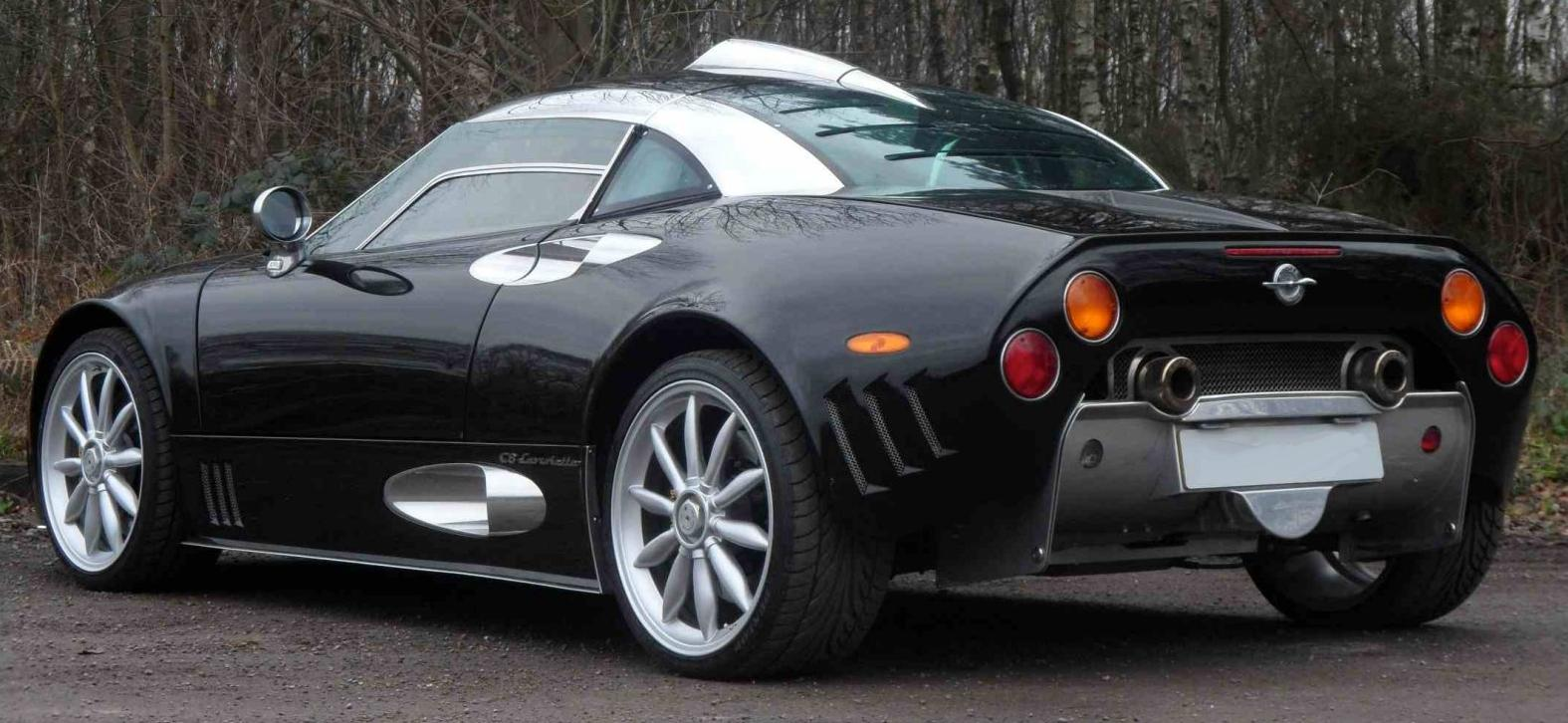
Vue de 3/4 de la Spyker C8 Laviolette
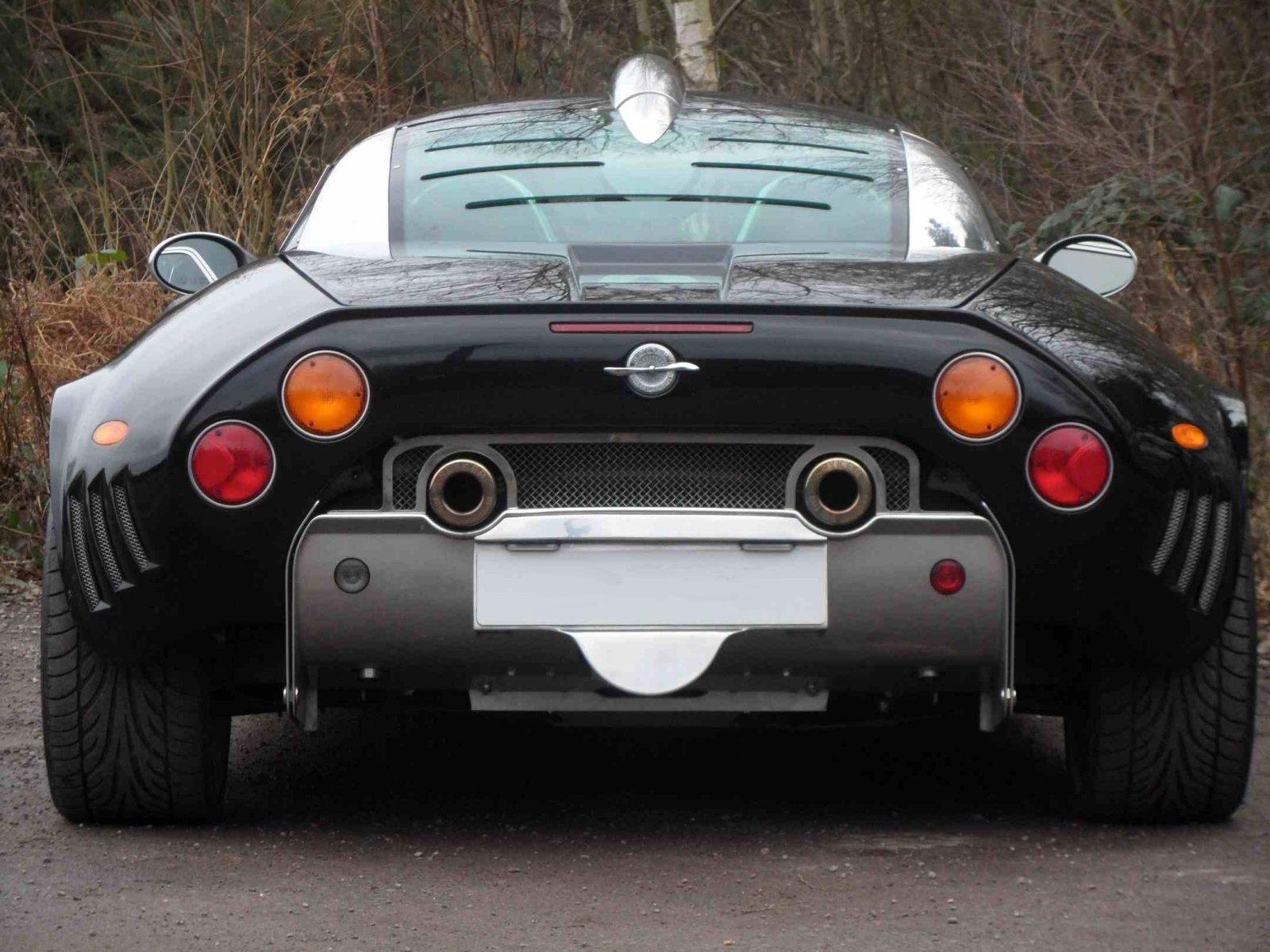
Vue de l'arrière de la Spyker C8 Laviolette
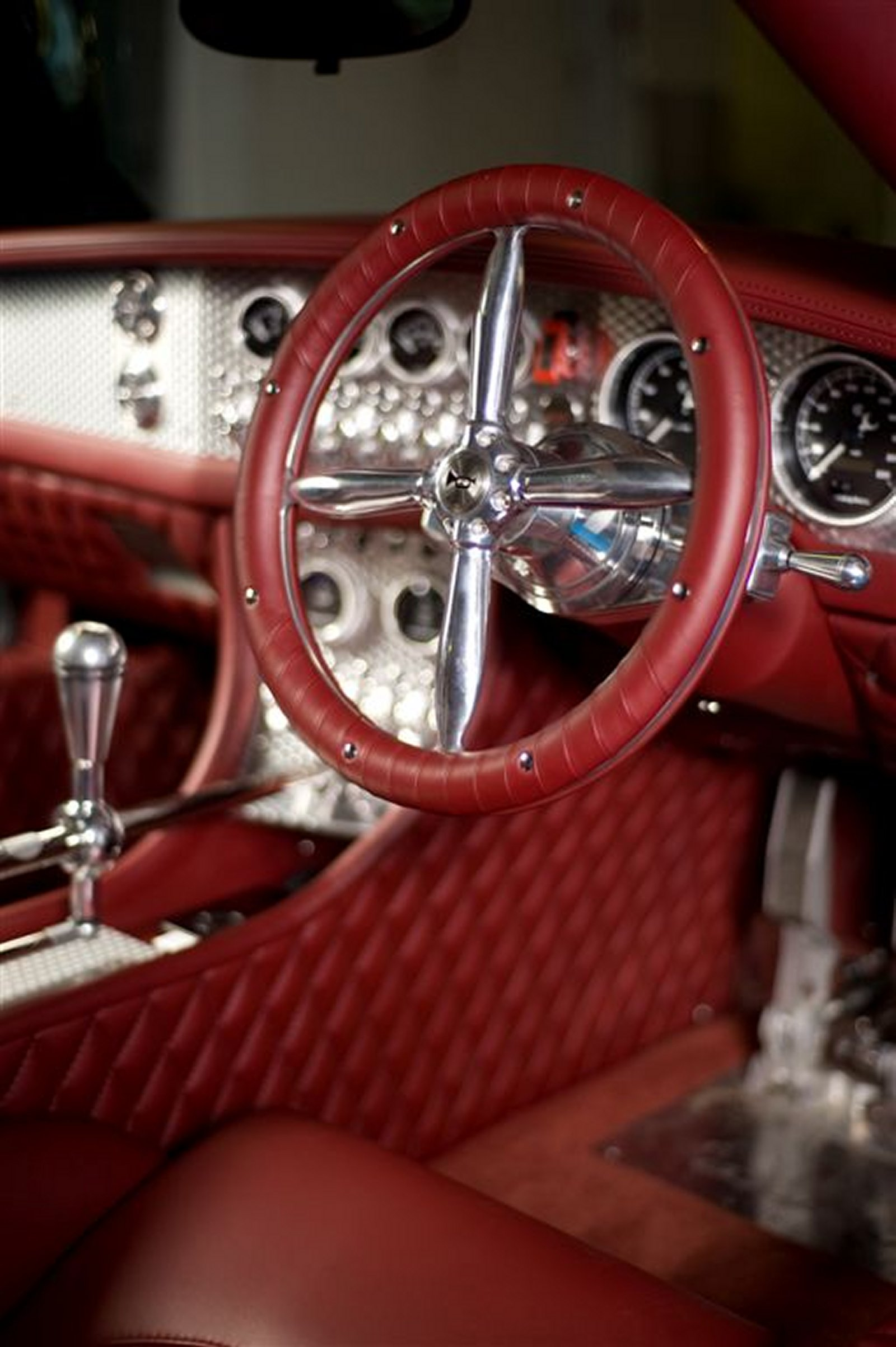
L'intérieur de la Spyker C8 Laviolette
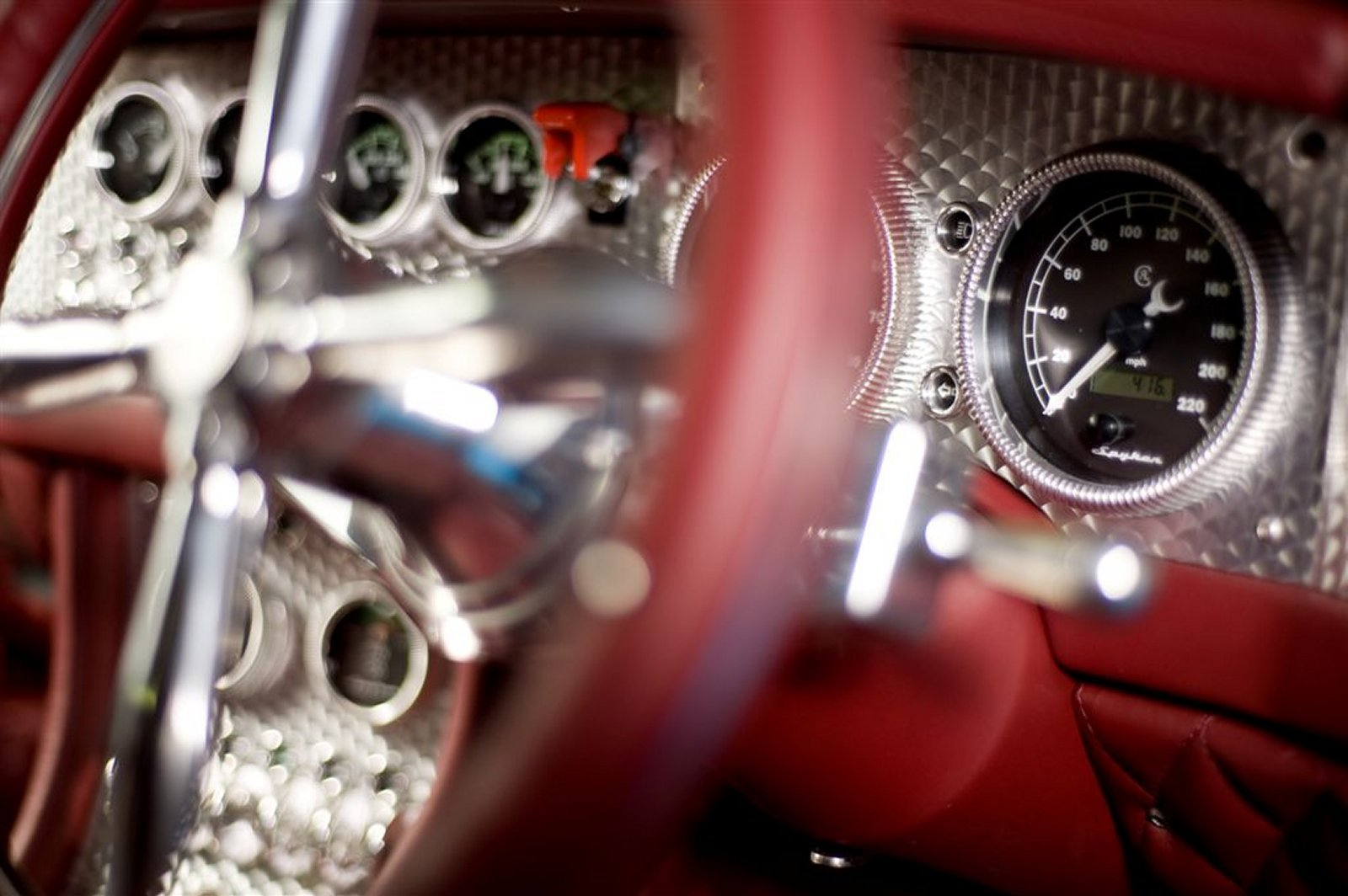
L'intérieur de la Spyker C8 Laviolette
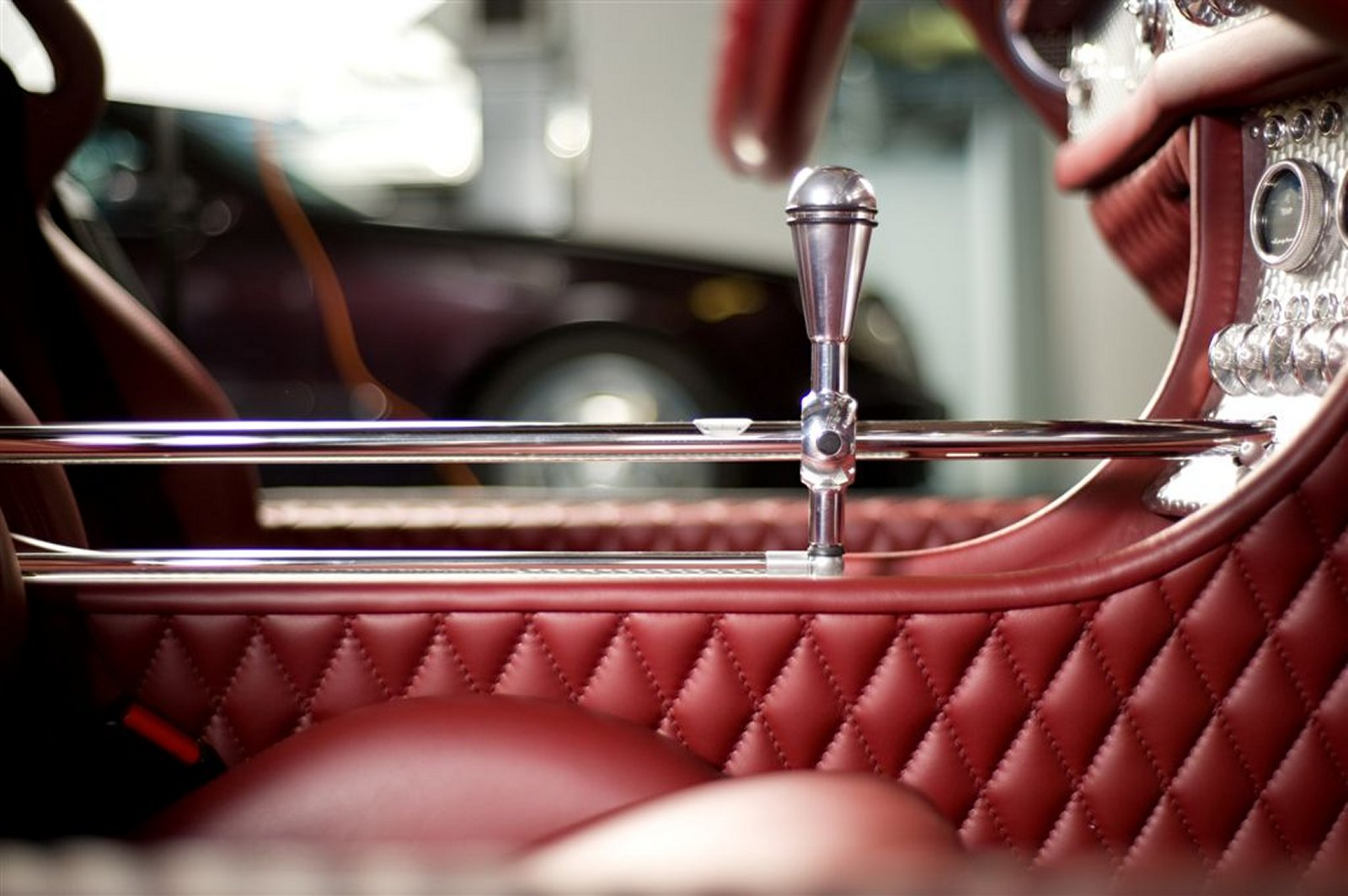
L'intérieur de la Spyker C8 Laviolette
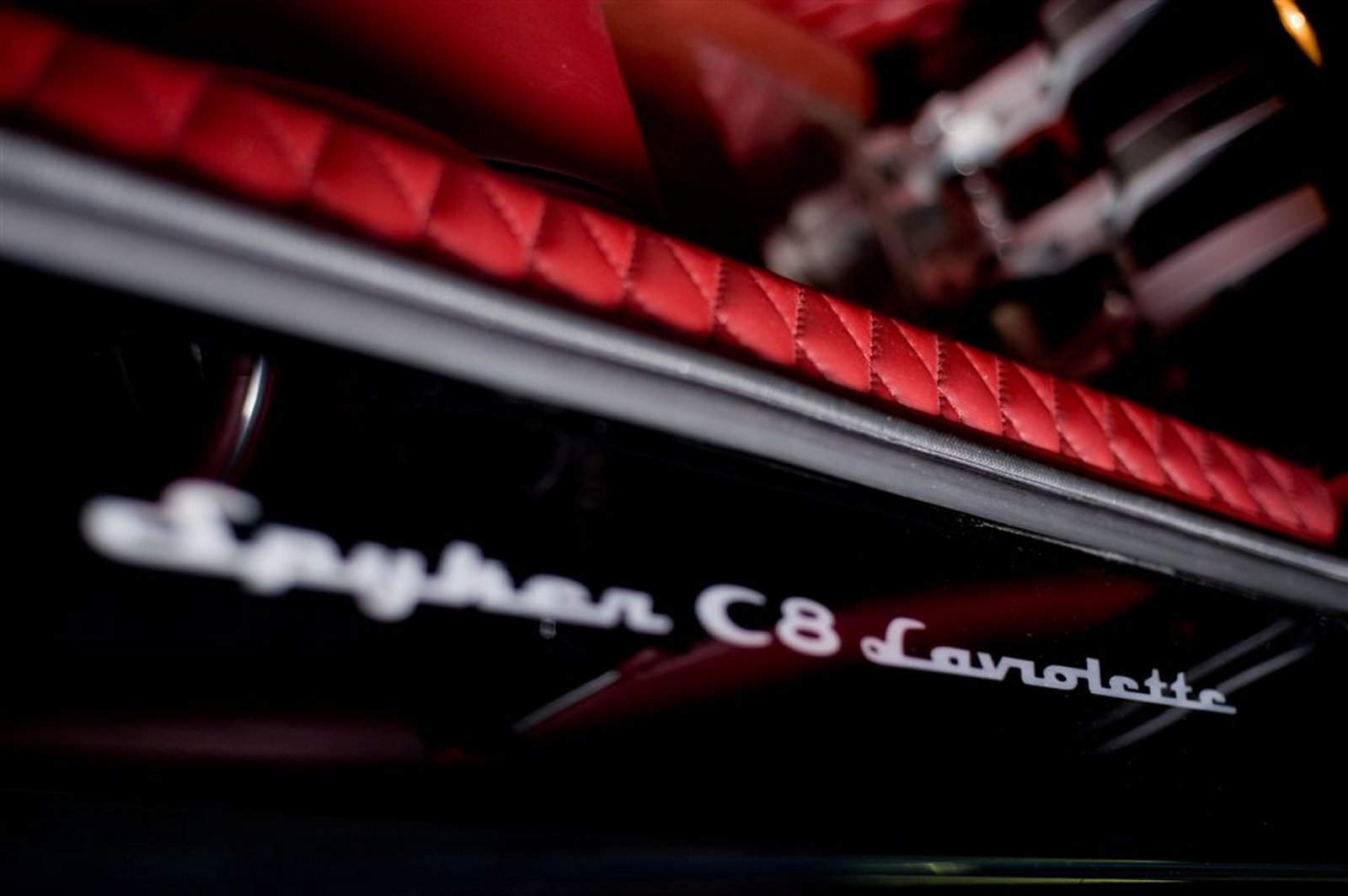
L'intérieur de la Spyker C8 Laviolette

## Caractéristiques techniques
|                                 | Essence             | Essence                                       | Essence                                       | Essence             | Essence             | Essence                        | Essence             | Essence             | Essence             | Essence             |
| C8 Double 12-S                  | C8 Aileron          | C8 Aileron Spyder                             | C8 Spyder                                     | C8 Laviolette SWB   | C8 Spyder T         | C8 Laviolette Basic Instinct 2 | C8 Spyder SWB       | C8 Laviolette LM85  | C8 Laviolette       |                     |
| ------------------------------- | ------------------- | --------------------------------------------- | --------------------------------------------- | ------------------- | ------------------- | ------------------------------ | ------------------- | ------------------- | ------------------- | ------------------- |
| Type de moteur                  | Moteur V8 Bi-turbo  | Moteur V8                                     | Moteur V8                                     | Moteur V8           | Moteur V8           | Moteur V8                      | Moteur V8           | Moteur V8           | Moteur V8           | Moteur V8           |
| Cylindrée                       | 3 999 cm3           | 4 163 cm3                                     | 4 163 cm3                                     | 4 172 cm3           | 4 172 cm3           | 4 172 cm3                      | 4 172 cm3           | 4 172 cm3           | 4 172 cm3           | 4 200 cm3           |
| Puissance                       | 620 ch              | 405 ch                                        | 395 ch                                        | 400 ch              | 406 ch              | 532 ch                         | 406 ch              | 400 ch              | 400 ch              | 450 ch              |
| Couple maxi                     | 678 N m             | 480 N m                                       | 480 N m                                       | 480 N m             | 480 N m             | 560 N m                        | 480 N m             | 481 N m             | 480 N m             | 488 N m             |
| Boîte de vitesses               | Manuelle 6 vitesses | Manuelle 6 vitesses ou automatique 6 vitesses | Manuelle 6 vitesses ou automatique 6 vitesses | Manuelle 6 vitesses | Manuelle 6 vitesses | Manuelle 6 vitesses            | Manuelle 6 vitesses | Manuelle 6 vitesses | Manuelle 6 vitesses | Manuelle 6 vitesses |
| Transmission                    | Propulsion          | Propulsion                                    | Propulsion                                    | Propulsion          | Propulsion          | Propulsion                     | Propulsion          | Propulsion          | Propulsion          | Propulsion          |
| Vitesse maximale                | 345 km/h            | 300 km/h                                      | 300 km/h                                      | 300 km/h            | 300 km/h            | 323 km/h                       | 300 km/h            | 300 km/h            | 300 km/h            | 308 km/h            |
| Accélération 0-100 km/h         | 3,6 secondes        | 4,5 secondes                                  | 4,4 secondes                                  | 4,5 secondes        | 4,4 secondes        | 3,9 secondes                   | 4,4 secondes        | 4,5 secondes        | 4,5 secondes        | 4,1 secondes        |
| Nombre d'exemplaires construits | N.C.                | N.C.                                          | N.C.                                          | N.C.                | N.C.                | N.C.                           | 25 exemplaires      | N.C.                | 24 exemplaires      | 26 exemplaires      |